# Faltingshöjd
Inom matematiken är Faltingshöjden av en elliptisk kurva eller abelsk varietet definierad över en talkropp ett mått på dess komplexitet. Den introducerades av Faltings (1983) i hans bevis av Mordells förmodan.